# 天主教阿加尼亚总教区
天主教阿加尼亞總教區（拉丁語：Archidioecesis Aganiensis）是美國屬地關島一個羅馬天主教教省總教區。此總教區是天主教太平洋主教團成員。
關島宗座代牧區於1911年3月1日成立，1965年10月14日升為教區，1984年3月8日升為總教區。
總教區管轄關島全境，並轄兩個教區和一個馬紹爾群島監牧區，面積557平方公里。總教區於2006年時有教友132,494人（佔轄區總人口85.1%）、廿四個堂區和四十二名司鐸。
2016年，由於總主教要接受性侵指控的調查，教宗方濟各在6月6日委任了韓大輝總主教為宗座署理，負責總教區的牧靈職務。2016年10月31日，教宗委任了底特律總教區輔理主教彌額爾·猶達·伯恩斯為總教區助理總主教。
伯恩斯於2019年接任總主教。